# Łosiniec (Grande-Pologne)
Pour les articles homonymes, voir Łosiniec.
Łosiniec (prononciation : [wɔˈɕiɲet͡s]) est un village polonais de la gmina de Skoki dans le powiat de Wągrowiec de la voïvodie de Grande-Pologne dans le centre-ouest de la Pologne.
Il se situe à environ 7 km au nord-est de Skoki (siège de la gmina), 10 km au sud de Wągrowiec (siège du powiat), et à 41 km au nord-est de Poznań (capitale de la Grande-Pologne).
Le village possède une population de 368 habitants.

## Histoire
De 1975 à 1998, le village faisait partie du territoire de la voïvodie de Poznań.

Depuis 1999, Łosiniec est situé dans la voïvodie de Grande-Pologne.